# Karen Zahle
Karen Zahle (født 1931, død 2025) var en dansk arkitekt.
Zahle var datter af museumsdirektør Erik Zahle og 
kunsthistoriker og forfatter Grete Zahle Hun søgte ind på Kunstakademiets Arkitektskole i 1952, og dimitterede i 1959. I 1964 blev hun ansat på Arkitektskolen, og fra 1980 til 2001 var hun leder for 
Laboratoriet for Boligbyggeri.
Karen Zahle boede i mere end 50 år i Kunstnerboligen i Gothersgade overfor Botanisk Have. Hun har skrevet en række bøger, bl.a. "Københavns rådhussal" (1980), 
og var medarbejder på Den Store Danske Encyklopædi 1994–2001. Den sidste bog fra Karen Zahle kom 2021 og var en selvbiografi: Udelukket og indelukket - arkitekten Karen Zahle.  I bogen findes en komplet værkoversigt og et cv. Efter at have været ansat i Boligministeriet kom hun til Anne Marie Rubins tegnestue. Hun beskriver Anne Marie som et forbillede og som "en begavet kvinde med ben i næsen, som blandt andet var engageret i kvindesager både i og uden for arkitektfaget" 
I 1976 - året efter FN's internationale kvindeår 1975 -  bestilte Kulturministeriet en udstilling, der kom til at turnere i fransktalende lande. Den kom til at hedde: La Femme Danoise og startede i  Det danske Hus i Paris 1976. Kirsten Justesen, Eva Bendixen og Nynne Koch, grundlæggeren af Kvinfo, var også med til at lave udstilingen sammen med Karen Zahle. 
Karen Zahle blev tildelt Akademiraadets Jubilæumsmedalje i 2004, og var æresmedlem af Akademiet for de Skønne Kunster.